# NBA Central Division
La Central Division è una division della Eastern Conference del campionato NBA. Le altre division della Eastern Conference sono: la Atlantic Division e la Southeast Division.
La prima classificata di ogni Division partecipa agli NBA Playoffs, insieme alle altre vincitrici di Division più le restanti cinque squadre con il miglior record (vittorie/sconfitte) di ciascuna Conference.

## Squadre
Fanno parte della Central Division le seguenti cinque squadre:
- Chicago Bulls
- Cleveland Cavaliers
- Detroit Pistons
- Indiana Pacers
- Milwaukee Bucks

Hanno fatto in precedenza parte della Central Division:
- Atlanta Hawks
- Orlando Magic
- Washington Bullets
- Charlotte Hornets
- Houston Rockets
- San Antonio Spurs
- Cincinnati Royals
- Utah Jazz
- Toronto Raptors

## Albo d'oro della Central Division
Nota: in grassetto sono indicate le squadre campioni NBA.
- 1949-1950:  Minneapolis Lakers
- 1970-1971:  Baltimore Bullets
- 1971-1972:  Baltimore Bullets
- 1972-1973:  Baltimore Bullets
- 1973-1974:  Capital Bullets
- 1974-1975:  Washington Bullets
- 1975-1976:  Cleveland Cavaliers
- 1976-1977:  Houston Rockets
- 1977-1978:  San Antonio Spurs
- 1978-1979:  San Antonio Spurs
- 1979-1980:  Atlanta Hawks
- 1980-1981:  Milwaukee Bucks
- 1981-1982:  Milwaukee Bucks
- 1982-1983:  Milwaukee Bucks
- 1983-1984:  Milwaukee Bucks
- 1984-1985:  Milwaukee Bucks
- 1985-1986:  Milwaukee Bucks
- 1986-1987:  Atlanta Hawks

- 1987-1988:  Detroit Pistons
- 1988-1989:  Detroit Pistons
- 1989-1990:  Detroit Pistons
- 1990-1991:  Chicago Bulls
- 1991-1992:  Chicago Bulls
- 1992-1993:  Chicago Bulls
- 1993-1994:  Atlanta Hawks
- 1994-1995:  Indiana Pacers
- 1995-1996:  Chicago Bulls
- 1996-1997:  Chicago Bulls
- 1997-1998:  Chicago Bulls
- 1998-1999:  Indiana Pacers
- 1999-2000:  Indiana Pacers
- 2000-2001:  Milwaukee Bucks
- 2001-2002:  Detroit Pistons
- 2002-2003:  Detroit Pistons
- 2003-2004:  Indiana Pacers
- 2004-2005:  Detroit Pistons

- 2005-2006:  Detroit Pistons
- 2006-2007:  Detroit Pistons
- 2007-2008:  Detroit Pistons
- 2008-2009:  Cleveland Cavaliers
- 2009-2010:  Cleveland Cavaliers
- 2010-2011:  Chicago Bulls
- 2011-2012:  Chicago Bulls
- 2012-2013:  Indiana Pacers
- 2013-2014:  Indiana Pacers
- 2014-2015:  Cleveland Cavaliers
- 2015-2016:  Cleveland Cavaliers
- 2016-2017:  Cleveland Cavaliers
- 2017-2018:  Cleveland Cavaliers
- 2018-2019:  Milwaukee Bucks
- 2019-2020:  Milwaukee Bucks
- 2020-2021:  Milwaukee Bucks
- 2021-2022:  Milwaukee Bucks
- 2022-2023:  Milwaukee Bucks
- 2023-2024:  Milwaukee Bucks
- 2024-2025:  Cleveland Cavaliers

## Vittorie per franchigia
| Squadra                            | Titoli |
| ---------------------------------- | ------ |
| Milwaukee Bucks                    | 13     |
| Detroit Pistons                    | 9      |
| Chicago Bulls                      | 8      |
| Cleveland Cavaliers                | 8      |
| Indiana Pacers                     | 6      |
| Washington Bullets / Wash. Wizards | 5      |
| Atlanta Hawks                      | 3      |
| San Antonio Spurs                  | 2      |
| Houston Rockets                    | 1      |
| Minneapolis Lakers / L.A. Lakers   | 1      |